# Zňačevo
Zňačevo (ukrajinsky Зняцьово, do roku 1995 Зня́цеве; maďarsky Ignéc nebo Ignécz) je obec na Ukrajině, v Zakarpatské oblasti, v okrese Mukačevo, ve vesnické komunitě Velyki Lučky. V roce 2024 ve Zňačevu žilo 1707 obyvatel.

## Místní části
- Vinkove
- Drahyňa
- Kinloď
- Červeňovo[2]

## Historie
První písemná zmínka o obci pochází z roku 1248, kdy byla obec zapsána v listinách leleského konventu. Obec byla součástí Uherska, poté byla (na základě Trianonské smlouvy) součástí Československa, a to pod názvem Zňačevo. Za první československé republiky zde byl obecní notariát a četnická stanice. V roce 1930 měla obec 2 517 obyvatel, z toho 2 311 Rusínů, 153 Židů, 25 Čechů a Slováků, 21 Maďarů, 3 Němce a 4 cizince (bez československého občanství). V obci byla rusínská škola (tříd) a jedna třída české školy a po jedné rusínské třídě ve dvou okolních vesnicích. Od roku 1945 bylo Zňačevo součástí Ukrajinské sovětské socialistické republiky, která byla součástí SSSR, a nakonec od roku 1991 je součástí samostatné Ukrajiny.